# Dreikus Veer
Dreikus Veer (9 de julio de 1918 – 21 de octubre de 2011) fue un piloto de motociclismo holandés que compitió en el Campeonato del Mundo de Motociclismo desde 1949 hasta 1957. Veer era conocido como un piloto versátil que tuvo éxito en la carretera, en pista, en motocross y en enduro. En su carrera activa desde 1937 hasta 1957, fue conocido como "de tijger van Borculo" ("el tigre de Borculo ").

## Biografía
Drikus Veer ganó su primera carrera en 1936 en Ell-Hunsel en una Francis Barnett de 125 cc., que también era su primera carrera de motos. Al año siguiente ganó la misma carrera con una Triumph en el cuarto de litro. Después de la Segunda Guerra Mundial, Veer volvió a competir en carreras como piloto privado desde 1946, principalmente en el campeonato holandés. En 1949 ganó el título nacional en la clase de 500 cc en Triumph. En 1951 ganó el jarrón de plata con la selección holandesa en el 26.º Tour Internacional de Seis Días.
En la temporada de 1953, Drikus Veer obtuvo sus primeros puntos en el campeonato del mundo de motociclismo sobre una Morini con un quinto puesto en la carrera de 125cc del Gran Premio de los Países Bajos. En 1954 recibió del fabricante italiano Gilera, que en ese momento lideraba en la clase de medio litro, una 500 de cuatro cilindros -DOHC-Werksrennmaschinen para el circuito holandés, con la condición de que en la carrera dejara paso a los pilotos de fábrica Geoff Duke y Reg Armstrong. Veer terminó la carrera en octavo lugar y acabó fuera de la zona de puntos.
En la temporada siguiente, Veer volvió a recibir una Gilera de fábrica para el TT holandés y se convirtió en el primer holandés en sumar puntos en la historia del campeonato mundial de motociclismo. Terminó cuarto en la carrera de medio litro detrás de los pilotos oficiales de Gilera, Duke y Armstrong, y del piloto oficial de MV Agusta, Umberto Masetti, con quien había librado una notable batalla por el tercer puesto. Según sus propias declaraciones, podría haber ganado la carrera si no hubiera tenido que seguir el orden de equipo de Gilera.
En 1957, Drikus Veer ganó el título del campeonato holandés en la clase de 250 cc en una NSU, tras lo cual terminó su carrera activa a la edad de 39 años. Veer murió el 21 de octubre de 2011 a la edad de 93 años.

## Resultados en el Campeonato del Mundo
Sistema de puntuación en 1949:
Sistema de puntuación en 1949:
| Posición | 1.º | 2.º | 3.º | 4.º | 5.º | Vuelta rápida |
| Puntos   | 10  | 8   | 7   | 6   | 5   | 1             |

Sistema de puntuación desde 1950 hasta 1968:
Sistema de puntuación desde 1950 hasta 1968:
| Posición | 1.º | 2.º | 3.º | 4.º | 5.º | 6.º |
| Puntos   | 8   | 6   | 4   | 3   | 2   | 1   |

Hasta 1955 se contaban los 5 mejores resultados.
(carreras en cursiva indica vuelta rápida)
| Año  | Cat.   | Equipo    | 1     | 2       | 3       | 4      | 5     | 6     | 7     | 8     | 9     | Pts. | Pos. |
| ---- | ------ | --------- | ----- | ------- | ------- | ------ | ----- | ----- | ----- | ----- | ----- | ---- | ---- |
| 1949 | 500cc  | Triumph   | IOM - | SUI -   | NED 11  | BEL -  | ULS - | NAT - |       |       |       | 0    | -    |
| 1950 | 500cc  | Triumph   | IOM - | BEL -   | NED Ret | SUI -  | ULS - | NAT - |       |       |       | 0    | -    |
| 1951 | 125cc  | O.S.      | ESP - |         | IOM -   | NED 14 |       |       |       | NAT - |       | 0    | -    |
| 1952 | 250 cc | Velocette | SUI - | IOM -   | NED 14  | BEL -  | GER - | ULS - | NAT - | ESP - |       | 0    | -    |
| 1953 | 125 cc | Morini    | IOM - | NED 5   |         | RFA -  |       | ULS - |       | NAT - | ESP - | 2    | 16.º |
| 1954 | 500 cc | Velocette | FRA - | IOM -   | ULS -   |        | NED 8 | GER - | SUI - | NAT - | ESP - | 0    | -    |
| 1955 | 500 cc | Gilera    | ESP - | FRA -   | IOM -   | GER -  | BEL - | NED 4 | ULS - | NAT - |       | 3    | 19.º |
| 1956 | 500 cc | Jawa      | IOM - | NED Ret | BEL -   | GER -  | ULS - | NAT - |       |       |       | 0    | -    |
| 1957 | 250cc  | NSU       | RFA - | IOM -   | NED 8   | BEL 5  | ULS 6 | NAT - |       |       |       | 0    | -    |